# Palazzetto Mirto
Palazzetto Mirto è un palazzo storico di Palermo, situato in Via Lungarini, 9.

## Storia
Il palazzo fu costruito tra il quindicesimo ed il sedicesimo secolo, seguendo schemi estremamente moderni per l'epoca, dalla famiglia pisana dei Palmerino che si erano trasferiti in città a partire dal 1432. Nel 1686 il palazzo fu venduto alla famiglia Filangieri, Principi di Mirto, che possedeva a poca distanza un altro palazzo, questo è dimostrato da un documento dell'epoca. L'edificio subì delle modifiche nel XVII secolo con l'aggiunta di un portale tardo barocco, nell'XIX secolo i proprietari adeguarono tutto l'edificio trasformandolo radicalmente seguendo il gusto neoclassico.
Dal 2004 l'edificio restaurato è diventato la sede della prima soprintendenza del Mare istituita in Italia.

## Architettura
Lo stile architettonico è stato adeguato nel XIX secolo quindi molti degli elementi originali in stile medievale e tardobarocco sono andati perduti in funzione di uno stile neoclassico.